# エルゴノミクスキーボード

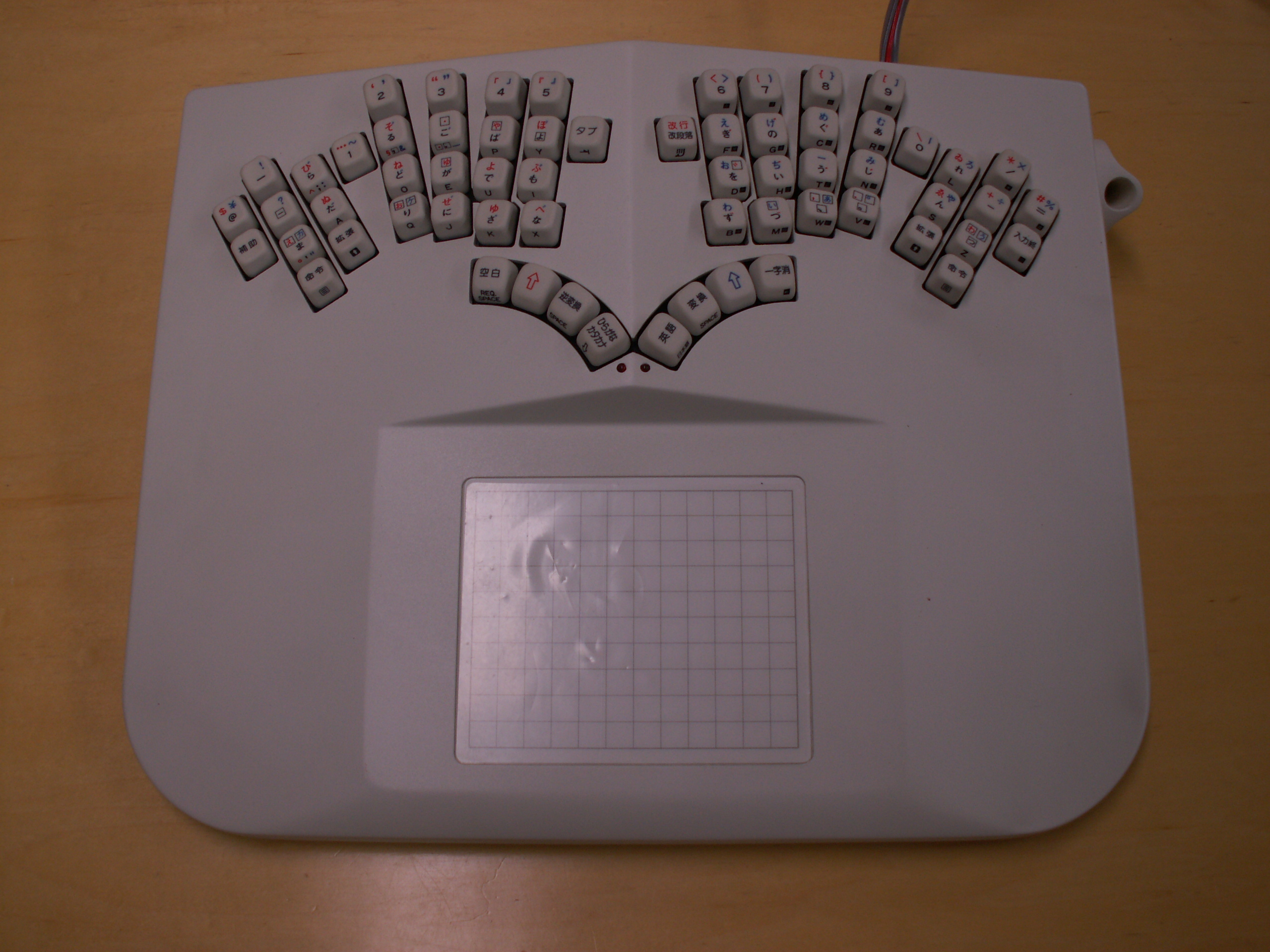
TRONキーボード

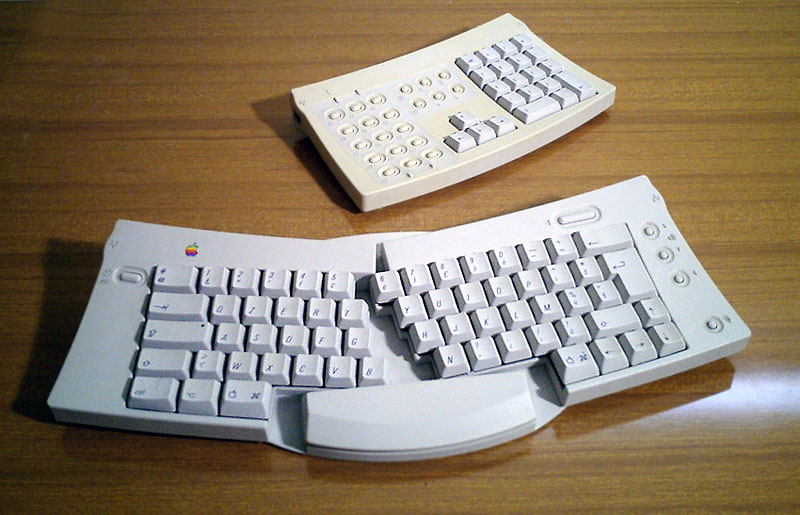
Apple Adjustable Keyboard

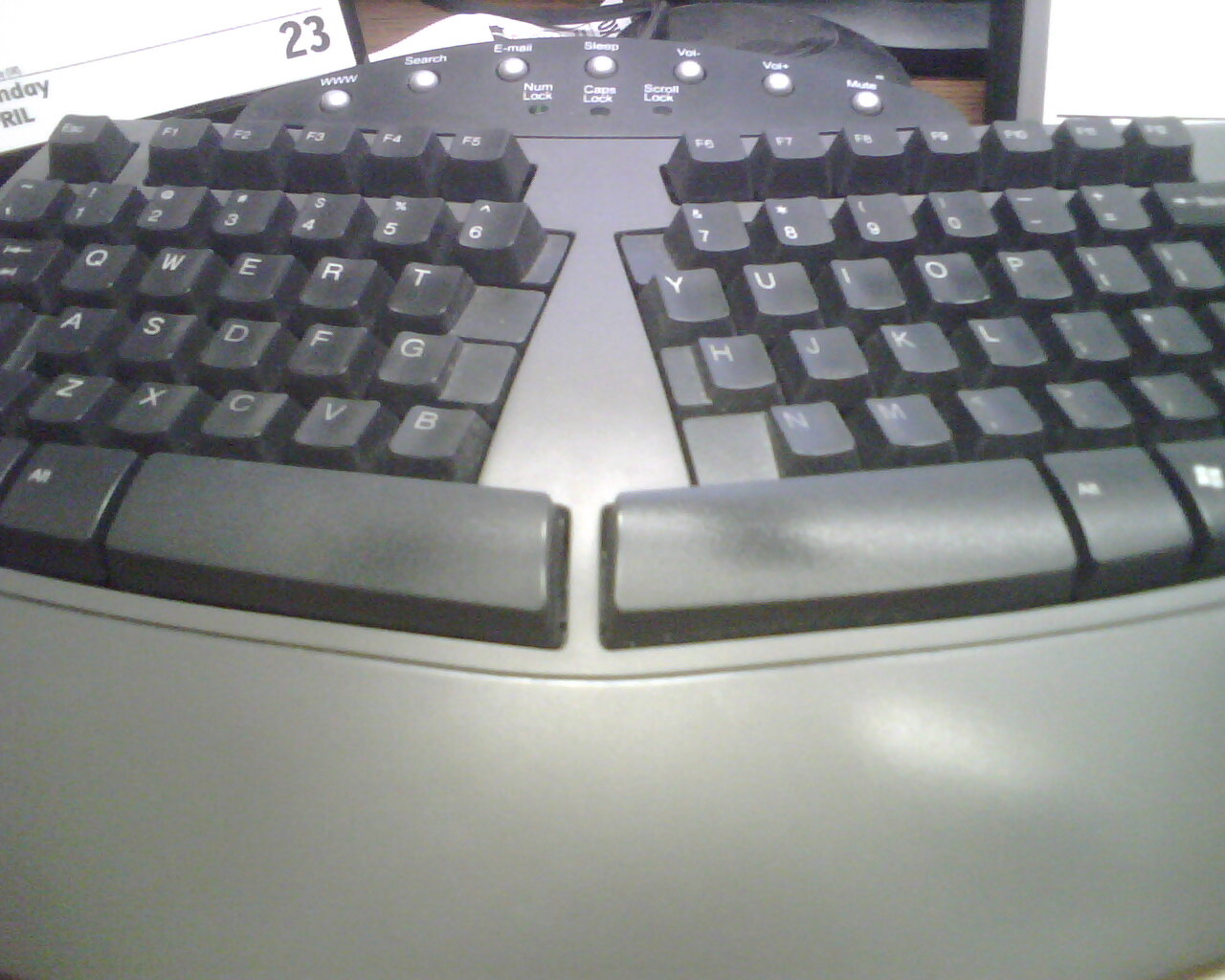
エルゴノミクスキーボード

エルゴノミクスキーボードとは人間工学に基づくキーボード。

## 概要
従来のキーボードは手首に負担がかかるため、長時間の作業には適さない。エルゴノミクスキーボードでは中央部が折れ曲がっており、手首への負担を軽減する構造になっていて手根管症候群や腱鞘炎の予防効果があるとされる。大半は角度が固定式だが、Apple Adjustable Keyboardのように角度が可変式の機種もある。これまで様々な形状の"人間工学に基づく"キーボードが開発されてきたが、QWERTY配列以外の機種はどれも普及にはいたらなかった。
生産数が少ないため高額であるが、レイアウトを注文時に指定できるようにするなど少量生産の強みを活かした販売形態が多い。